# Ministerie van Binnenlandse Zaken en Administratie (Polen)
Het Ministerie van Binnenlandse Zaken en Administratie (Pools: Ministerstwo Spraw Wewnętrznych i Administracji; afgekort: MSWiA) was van 1997 tot 2011 een ministerie van de Poolse overheid. Het werd op 1 januari 1997 door het kabinet van Włodzimierz Cimoszewicz opgericht in het kader van de bestuurlijke en economische hervormingen van 1996. Het ministerie werd op 18 november 2011 door het tweede kabinet van Donald Tusk vervangen door het Ministerie van Binnenlandse Zaken en het Ministerie van Administratie en Digitalisering.

## Ministers
- Leszek Miller (1 januari 1997 - 17 oktober 1997)
- Janusz Tomaszewski (31 oktober 1997 - 3 september 1999)
- Marek Biernacki (7 oktober 1999 - 19 oktober 2001)
- Krzysztof Janik (19 oktober 2001 - 21 januari 2004)
- Józef Oleksy (21 januari 2004 - 21 april 2004)
- Jerzy Szmajdziński (21 april 2004 - 2 mei 2004)
- Ryszard Kalisz (2 mei 2004 - 31 oktober 2005)
- Ludwik Dorn (31 oktober 2005 - 7 februari 2007)
- Janusz Kaczmarek (8 februari 2007 - 8 augustus 2007)
- Władysław Stasiak (8 augustus 2007 - 16 november 2007)
- Grzegorz Schetyna (16 november 2007 - 13 oktober 2009)
- Jerzy Miller (14 oktober 2009 - 17 november 2011)